# تالار کنسرت والت دیزنی
تالار کنسرت والت دیزنی از معروف‌ترین تالارهای کنسرت در آمریکا می‌باشد که در خیابان گراند جنوبی شماره ۱۱۱ در مرکز شهر لس‌آنجلس واقع شده و چهارمین سالن موسیقی لس آنجلس است. محدود شده توسط خیابان هوپ، خیابان گرند و خیابانهای اول و دوم. دارای ۲۲۶۵ صندلی برای مردم است. این تالار میزبان دائمی ارکستر فیلارمونیک لس آنجلس و استاد خوانندگان لس آنجلس است.
این تالار در آوریل سال ۲۰۰۳ با ۲۳۰۰ نفر گنجایش تکمیل شد و معمار آن فرانک گهری بوده‌است. هر دو توسط فرانک گری طراحی شده‌است و بخش آکوستیک تالار کنسرت توسط یاسوهیسا تویوتا طراحی شده‌است. طرح آن قبل از دروتی چندلر پاویلیون مورد تأیید قرار گرفت.

## نگارخانه

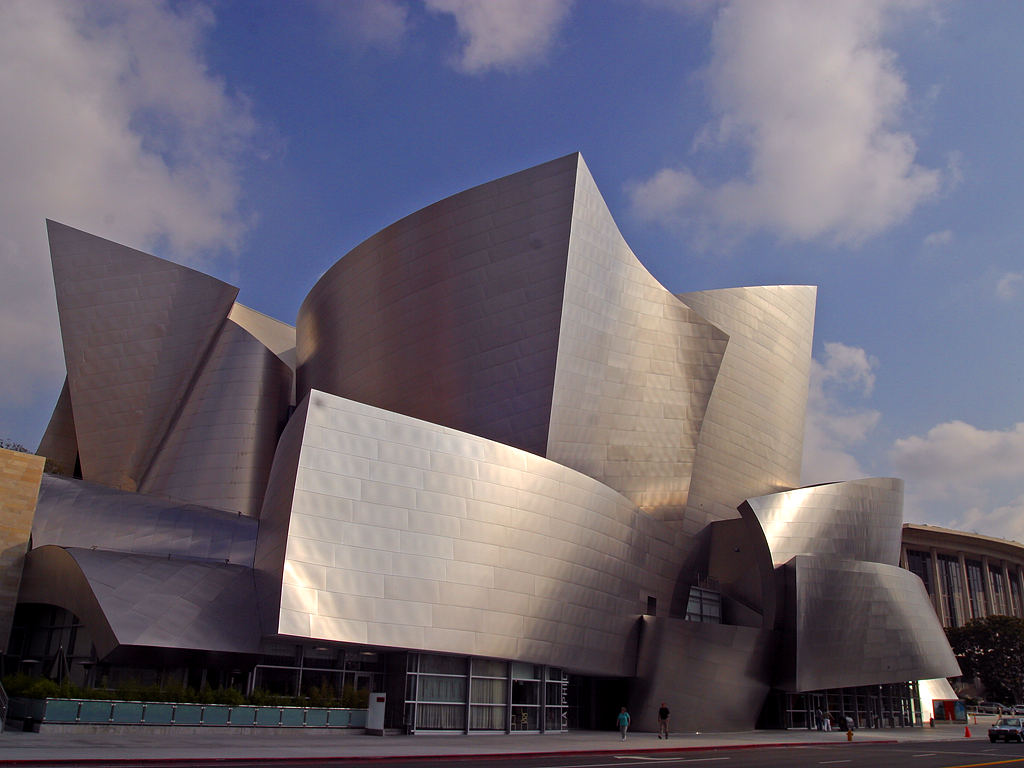
دور نما از Grand Avenue
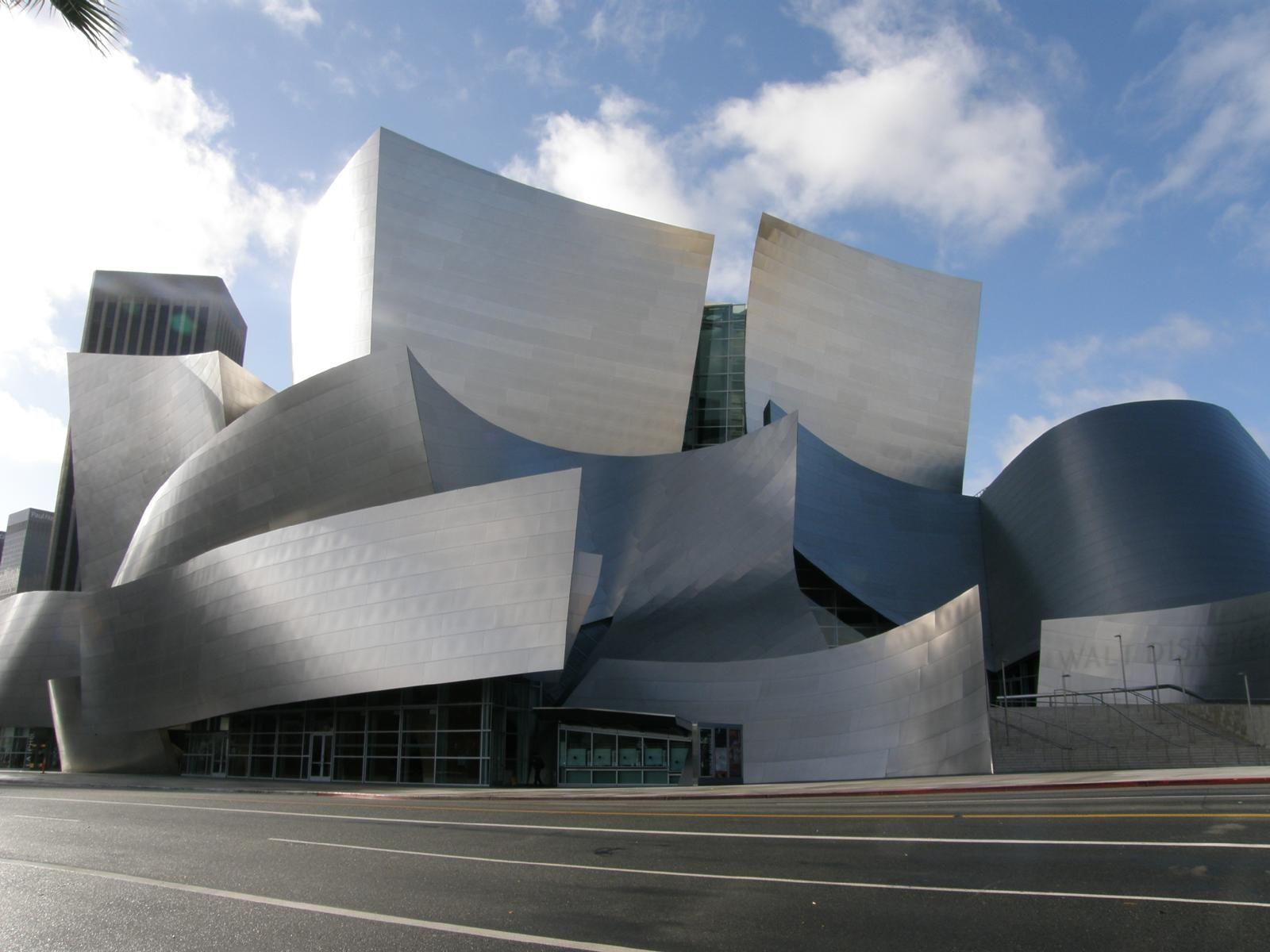
دور نما از Grand Avenue
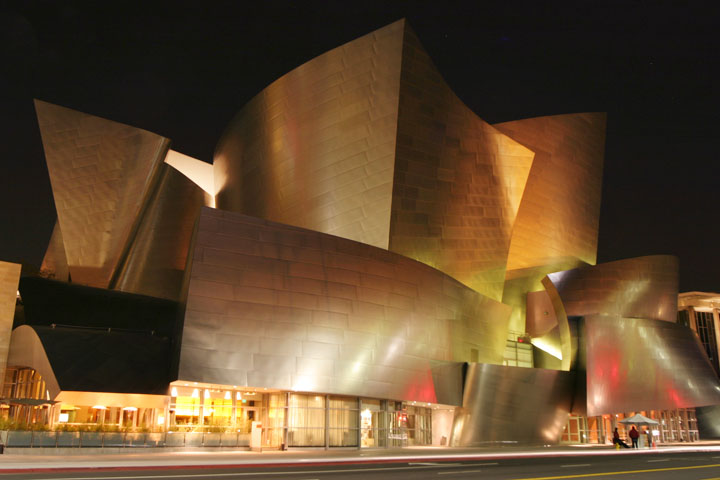
نما در شب
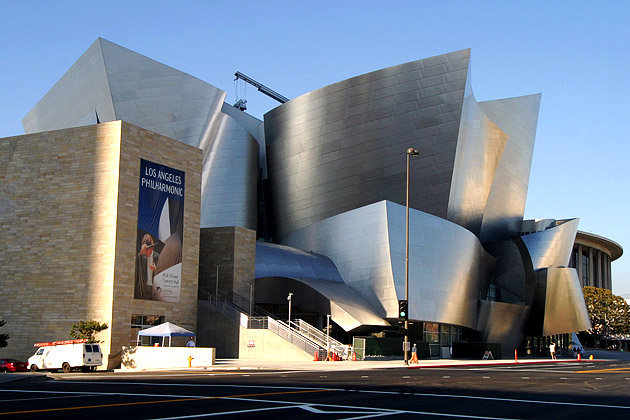
نما از ضلع شمالی
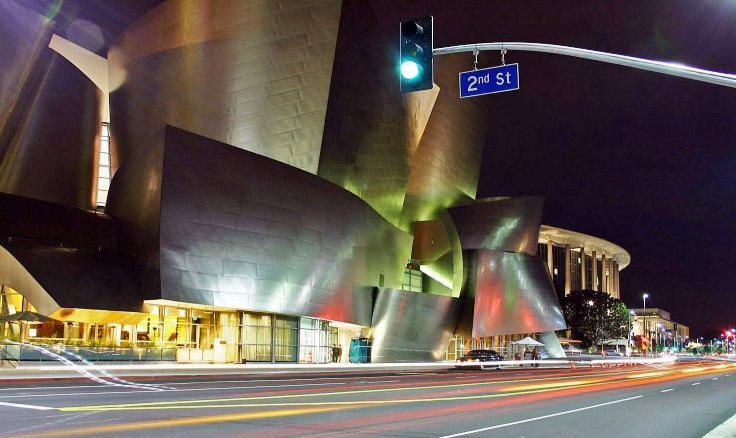
نما در شب
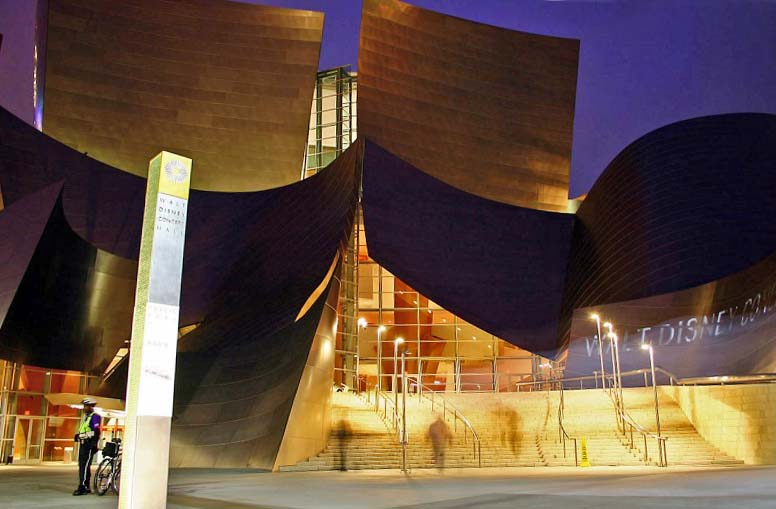
ورودی اصلی در شب
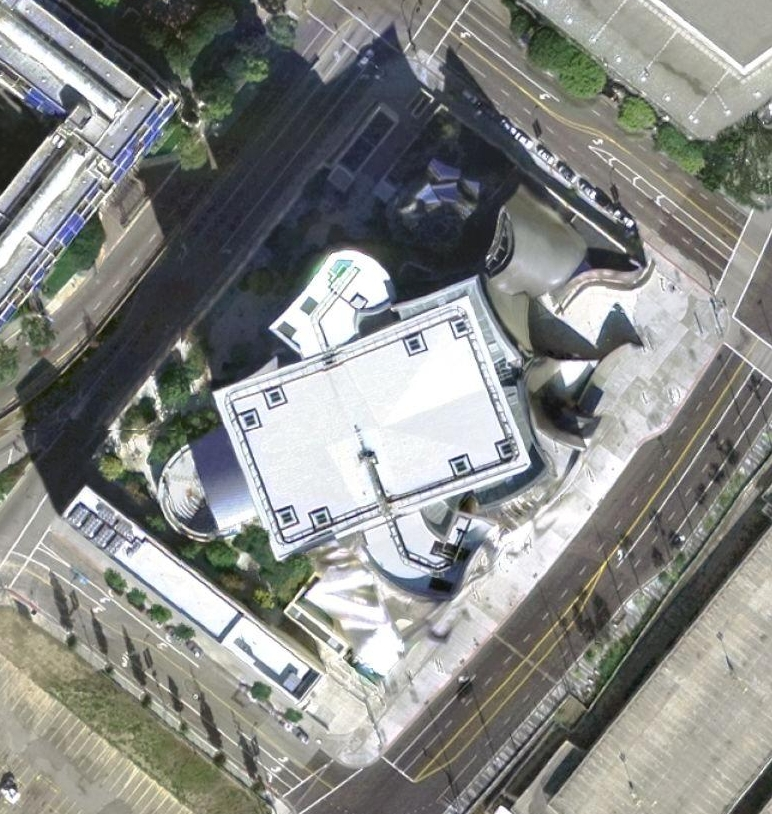
نمای ماهواره‌ای
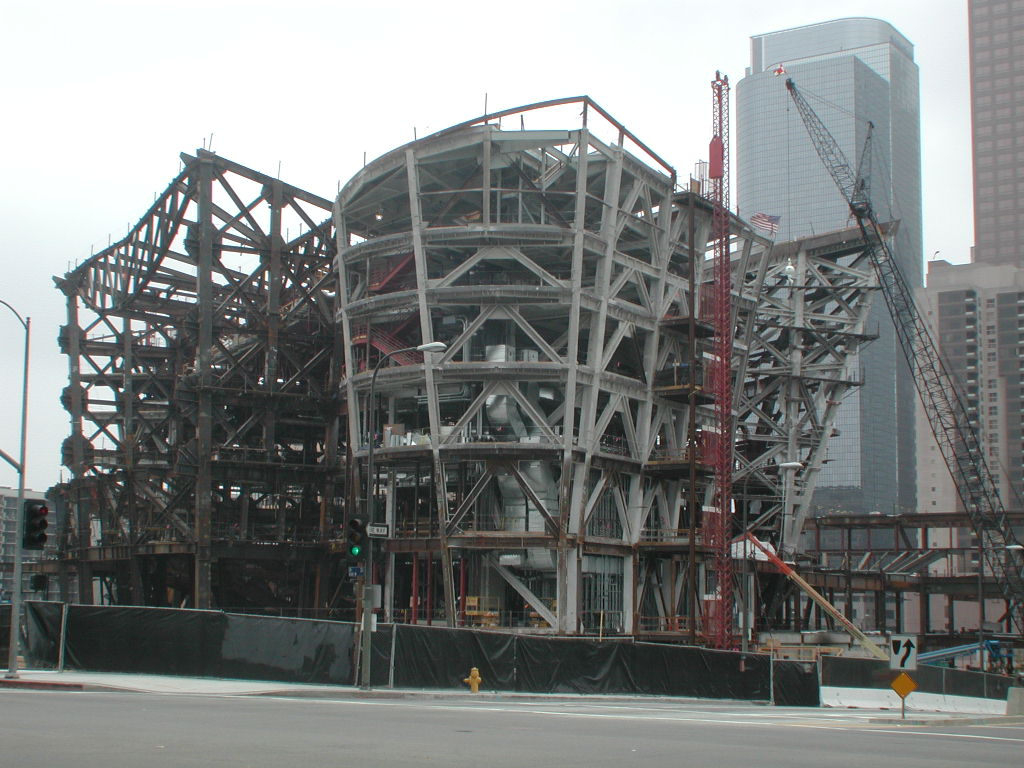
در دست ساخت به تاریخ مه ۲۰۰۱